# خيرمان ميسا
خيرمان ميسا هو لاعب كرة قاعدة كوبي، ولد في 12 مايو 1967 في هافانا في كوبا.

## وصلات خارجية
- خيرمان ميسا على موقع أوليمبيديا (الإنجليزية)